# Charaxes penningtoni
Charaxes penningtoni är en fjärilsart som beskrevs av Van Son 1953. Charaxes penningtoni ingår i släktet Charaxes och familjen praktfjärilar. Inga underarter finns listade i Catalogue of Life.